# OpenAPI

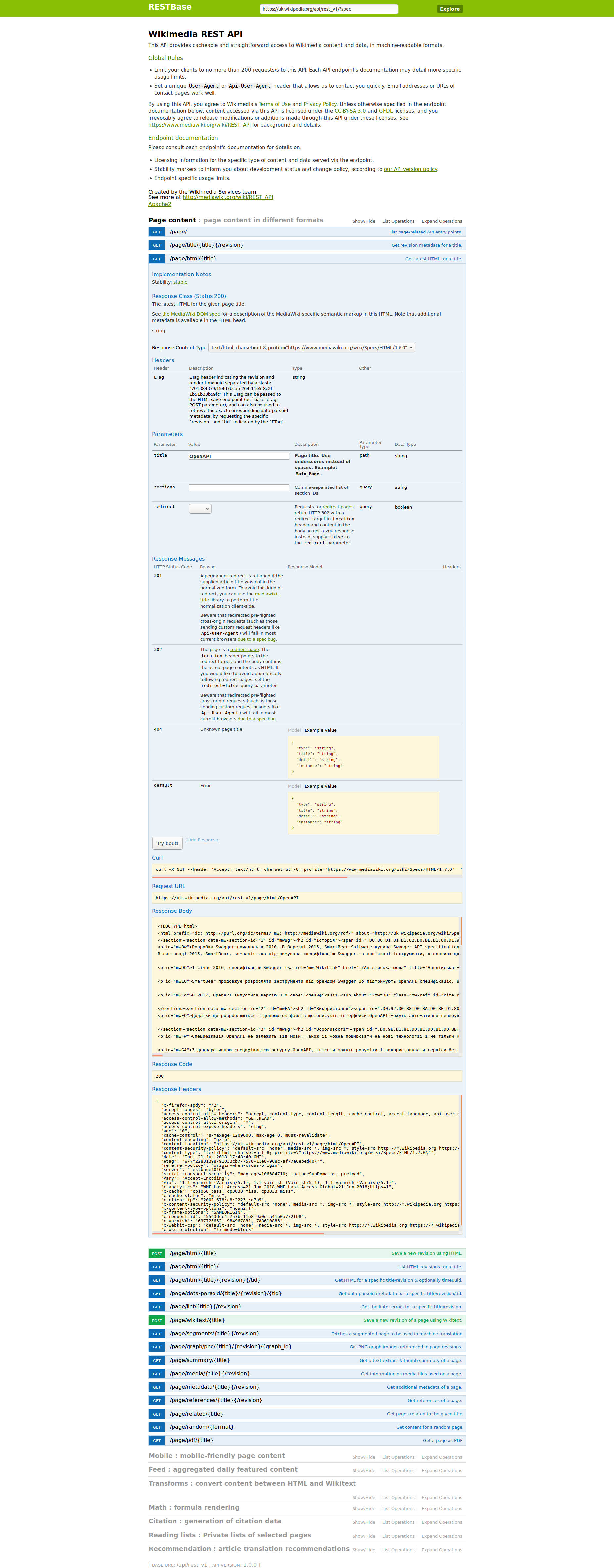
Специфікація API української вікіпедії, відображена в Swagger UI, з прикладом запиту

Специфікація OpenAPI, початково відома як Swagger - це специфікація машиночитабельних файлів з інтерфейсами, для опису, створення, використання і візуалізації REST веб сервісів. Існують різноманітні інструменти що можуть генерувати код, документацію і тести за файлом з описом інтерфейсу. За розробкою специфікації OpenAPI (OAS) наглядає Open API Initiative, проект Linux Foundation.

## Історія
Розробка Swagger почалась в 2010. В березні 2015, SmartBear Software купила Swagger API specification у Reverb Technologies.
В листопаді 2015, SmartBear, компанія яка підтримувала специфікацію Swagger та пов'язані інструменти, оголосила що вона допомагає створювати нову організацію, спонсоровану Linux Foundation, яку назвали Open API Initiative. Різні компанії, включно з Google, IBM та Microsoft стали членами-засновниками. SmartBear пожертвувала специфікацію Swagger новоствореній групі. Група також розглядала стандарти RAML та API Blueprint [Архівовано 22 лютого 2018 у Wayback Machine.].
1 січня 2016, специфікацію Swagger (англ. Swagger specification) перейменували на специфікацію OpenAPI (англ. OpenAPI Specification), і перемістили її розробку до нового репозиторію на GitHub [Архівовано 20 грудня 2016 у Wayback Machine.].
SmartBear продовжує розробляти інструменти під брендом Swagger що підтримують OpenAPI специфікацію. В 2016, SmartBear отримав  за розробку Swagger нагороду API Award в категорії API Infrastructure.
В 2017, OpenAPI випустила версію 3.0 своєї специфікації. MuleSoft, головний розробник альтернативної RESTful API Modeling Language (RAML), приєднався до OAS і відкрив код свого інструменту API Modeling Framework, який може генерувати OAS-документи з RAML.

## Використання
Додатки що розробляються з допомогою файлів що описують інтерфейси OpenAPI можуть автоматично генерувати документацію методів, параметрів та моделей. Це допомагає синхронізувати документацію, бібліотеки для розробки клієнтів та код застосунку.

## Особливості
Специфікація OpenAPI не залежить від мови. Також її можна поширювати на нові технології і не тільки HTTP протоколи.
З декларативною специфікацією ресурсу OpenAPI, клієнти можуть розуміти і використовувати сервіси без знання деталей реалізації сервера.

### Приклад
Нижче подано приклад OpenAPI специфікації яка описує API з ендпоінтом http://myapi.mydomain/v1%5Bнедоступне+посилання%5D, яке має один ресурс /data, на який воно може відповідати рядком тексту або JSON-ом з помилкою:
```
openapi
:
 
"3.0.0"

info
:

  
version
:
 
1.0.0

  
title
:
 
My API

servers
:

  
-
 
url
:
 
http://myapi.mydomain/v1

paths
:

  
/data
:

    
get
:

      
summary
:
 
Get data

      
responses
:

        
'201'
:

          
description
:
 
Data response

          
content
:

            
application/json
:

              
schema
:

                
$ref
:
 
"#/components/schemas/Data"

        
default
:

          
description
:
 
unexpected error

          
content
:

            
application/json
:

              
schema
:

                
$ref
:
 
"#/components/schemas/Error"

components
:

  
schemas
:

    
Error
:

      
required
:

        
-
 
code

        
-
 
message

      
properties
:

        
code
:

          
type
:
 
integer

          
format
:
 
int32

        
message
:

          
type
:
 
string

    
Data
:

      
type
:
 
string

```

## Інструменти для роботи з OpenAPI
Open API Initiative підтримує список реалізацій третьої версії специфікації. Також існують неофіційні списки. .
SmartBear досі випускає свої інструменти для OpenAPI під брендом Swagger.
Фреймворк Swagger UI дозволяє розробникам та іншим задіяним в проекті спеціалістам взаємодіяти з API в графічному інтерфейсі "пісочниця", який дає поняття про те як API відповідає на запити з різними параметрами.
Swagger-Codegen містить двигун на основі шаблонів, який генерує документацію, код клієнтів API та заглушки серверів різними мовами програмування згідно специфікації OpenAPI.

## Зноски
1. ↑  Linux Foundation wants to extend Swagger in connected buildings | Business Cloud News. Архів оригіналу за 20 липня 2018. Процитовано 22 квітня 2016. [Архівовано 2016-05-06 у Wayback Machine.]
2. ↑  Governance - OpenAPI Initiative. OpenAPI Initiative. Архів оригіналу за 20 вересня 2016. Процитовано 23 квітня 2020.
3. ↑  SmartBear Assumes Sponsorship of Swagger API Open Source Project. SmartBear. Архів оригіналу за 24 жовтня 2016. Процитовано 25 березня 2015.
4. ↑  SmartBear, Linux Foundation launch Open API Initiative to Evolve Swagger. ProgrammableWeb. 10 листопада 2015. Архів оригіналу за 9 листопада 2016. Процитовано 21 квітня 2016. [Архівовано 2016-11-09 у Wayback Machine.]
5. ↑  New Collaborative Project to Extend Swagger Specification for Building Connected Applications and Services. www.linuxfoundation.org. Архів оригіналу за 27 квітня 2016. Процитовано 22 квітня 2016. [Архівовано 2016-04-27 у Wayback Machine.]
6. ↑  Montcheuil, Yves de. In 2016, the need for an API meta-language will crystallize. InfoWorld. Архів оригіналу за 10 серпня 2016. Процитовано 25 квітня 2016.
7. ↑  Amazon API Gateway Now Supports Swagger Definition Import. InfoQ. Архів оригіналу за 29 вересня 2017. Процитовано 25 квітня 2016.
8. ↑  API World 2016. Архів оригіналу за 3 листопада 2016. Процитовано 22 лютого 2018.
9. ↑  The OpenAPI Spec, Based on Swagger, Reaches 3.0. InfoQ. Архів оригіналу за 23 лютого 2018. Процитовано 14 травня 2017.
10. ↑  The HTTP API space is Consolidating around OAS. InfoQ. Архів оригіналу за 23 лютого 2018. Процитовано 14 травня 2017.
11. ↑  swagger-api/swagger-spec. GitHub. Процитовано 1 грудня 2015.
12. ↑  OAI/OpenAPI-Specification. GitHub. Архів оригіналу за 26 червня 2020. Процитовано 23 квітня 2020.
13. ↑  APIs-guru/awesome-openapi3. GitHub. Процитовано 23 квітня 2020.
14. ↑  OpenAPI.Tools. Архів оригіналу за 10 травня 2020. Процитовано 23 квітня 2020.